# Santiago (carabela)
La Santiago fue una carabela española del siglo XVI, parte de la expedición de Magallanes a las «islas de las Especias» (las Molucas). Naufragó en la costa de la Patagonia argentina, en la desembocadura del río Santa Cruz, en 1520.

## Historial
Con 75 toneles (90 toneladas), era la de menor porte de las cinco naves comandadas por Fernando de Magallanes «para el descubrimiento de la especería». Tuvo un coste de 187 500 maravedíes. Era la única carabela de la expedición.
A la salida de la expedición de Sevilla el 10 de agosto de 1519 la Santiago contaba con una tripulación de 31 hombres. Su capitán y piloto era Juan Serrano, marino de origen portugués residente en Sevilla.
Después de explorar la costa americana al sur de Brasil, buscando sin éxito un paso navegable al mar del Sur. La escuadra llega el 31 de marzo de 1520 a una bahía en la Patagonia (provincia de Santa Cruz) que llaman «puerto de San Julián», donde se prepara para pasar el invierno. Allí varios capitanes de la expedición, descontentos con la forma de actuar de Magallanes y sin confianza de encontrar el paso al mar del Sur en aquellas tierras, se amotinan apoderándose de las naos Concepción, San Antonio y Victoria. Magallanes recupera el control de la Victoria, matando a su capitán por sorpresa, y la reúne junto a la Santiago y a la Trinidad en la salida de la bahía, bloqueando la huida de las dos naos rebeldes que tienen que rendirse.
Mientras el resto de las naves se terminaban de reparar en el puerto de San Julián la Santiago fue enviada por Magallanes para reconocer la costa meridional. Llegó el 13 de mayo a la bahía donde desemboca el río Santa Cruz, donde permaneció seis días pescando y aprovisionándose de agua y leña. El 20 de mayo la Santiago salió de Santa Cruz, y al día siguiente la nave se vio envuelta en un temporal que empeoró durante la noche. El día 22 la tormenta arrojó a la embarcación contra la costa, quedando varada a merced de la tormenta. Toda la tripulación, salvo un esclavo de Serrano que se ahogó, consiguió salvarse. Serrano envió a dos marineros de regreso por tierra al puerto de San Julián para avisar del naufragio mientras rescataban todo lo que podían de la nave.

El navío Santiago, que se había destacado para reconocer la costa, naufragó entre los escollos; sin embargo, toda la tripulación se salvó de milagro. Dos marineros vinieron por tierra al puerto en que estábamos para hacernos saber el desastre, y el capitán general envió inmediatamente algunos hombres con sacos de galleta. La tripulación permaneció durante dos meses en el sitio del naufragio para recoger restos del navío y las mercancías que el mar arrojaba periódicamente a la orilla, y todo este tiempo se les envió víveres, aunque la distancia era de cien millas y el camino incomodísimo y fatigoso, entre espinas y malezas, entre las que había que pasar la noche, no teniendo más bebida que el hielo, el que había que machacar, cosa que costaba gran trabajo.
Antonio Pigafetta. Relación del primer viaje alrededor del mundo.

Magallanes distribuyó a los supervivientes entre las restantes naos y nombró a Juan Serrano capitán de la Concepción, nao anteriormente capitaneada por Gaspar de Quesada, que había sido ejecutado por traición el 7 de abril por ser uno de los cabecillas del motín en el puerto de San Julián.